# Heidwiller
Heidwiller là một xã ở tỉnh Haut-Rhin trong vùng Grand Est ở đông bắc Pháp. Xã này có diện tích 4,48 km², dân số năm 1999 là 635 người. Khu vực này có độ cao 280 mét trên mực nước biển.